# The Machine (computerspel)
The Machine  is een videospel voor de platforms Commodore 64 en Commodore 128. Het spel werd uitgebracht in 1988. 